# Leontinia

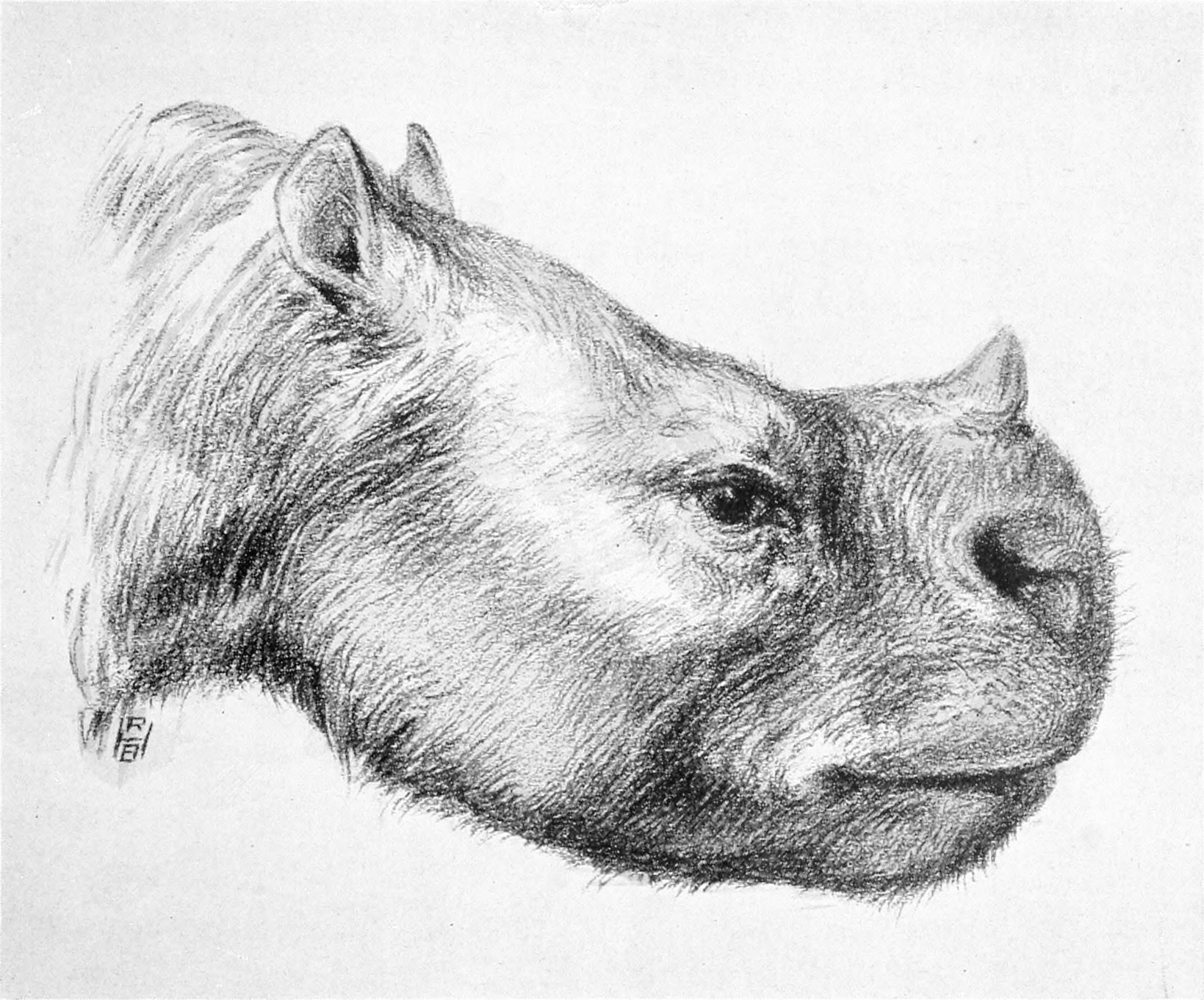
Реставрація L. gaudryi

Leontinia — вимерлий рід леонтиніїдних нотунглятної. Скам'янілості були знайдені в формаціях Десеадо і Сарм'єнто в Аргентині та формації Трембембе в Бразилії, і є найпоширенішими останками будь-якої знайденої там тварини. Рід датується пізнім олігоценом.

## Опис
У Леонтинії перші різці верхньої щелепи є невеликими ріжучими зубами, а другі видовжені й утворюють іклоподібні зуби. На нижній щелепі саме треті різці розвинулися в зуби, а не другі. Варіації та довжина різців використовувалися, щоб відрізнити різні види один від одного, і, можливо, можуть надати докази статевого диморфізму серед певних видів. Фактично, було припущено, що різні види, призначені на основі пропорції зубів, можуть представляти лише різні статі одного виду. Носові кістки високо підняті над носовою порожниною, і це свідчить про те, що тварина могла мати роги, схожі на роги носорога Diceratherium.